# Graine d'ortie
Graine d'ortie est un feuilleton télévisé français en vingt-six épisodes de treize minutes, diffusé à partir du 1er juin 1973 sur la première chaîne de l'ORTF.
C'est aussi le titre du roman autobiographique de Paul Wagner dont s'inspire le feuilleton télévisé.
Au Québec, il est diffusé à partir du 1er septembre 1974 à la Télévision de Radio-Canada, et rediffusé à partir du 14 décembre 1986 sur TVJQ.

## Synopsis
En Vendée, un petit garçon, Paul Guillet, est abandonné par sa mère qui le place à l'assistance publique. Il va aller de famille d'accueil en famille d'accueil, ces diverses expériences forgeant peu à peu sa personnalité.

## Distribution
- Yves Coudray : Paul
- Georges Chamarat : père Florentin
- Jacques Zanetti : Bruno
- Pierre Maguelon : Bournelle
- Fred Personne : Robin
- Douchka : Mme Bainot
- Jean Carmet : collègue
- Jean-Pierre Castaldi : le boulanger
- Michèle Cordoue : Mme Maillard
- Claude Brosset
- Charles Millot
- Jacqueline Laurent
- Guy Grosso : le curé

## Fiche technique
- Scénario : Jean Curtelin d'après le roman de Paul Wagner
- Réalisation : Yves Allégret
- Musique : Eddie Vartan, interprète du générique : Sylvie Vartan
- Durée : 26 épisodes de 13 minutes
- Genre : Drame